# サッド・アル＝ハリティ
サッド・アル＝ハリティ（Saad Mish'al Al-Harthi、アラビア語: سعد مشعل الحارثي）は1984年2月3日生のサウジアラビアのサッカー選手である。ポジションはフォワード。

## 来歴
2000年から出身地のクラブ、アル・ナスルでプロとしてのキャリアをスタートさせ、2004年にはサウジアラビア代表に選出された。代表では主力に定着し、2006年のFIFAワールドカップドイツ大会にも出場した。
プレースタイルがスペインのラウル・ゴンサレスに似ていることから、「アラビアン・ラウル」というニックネームをつけられることもあった。

## 代表歴

### 出場大会
- サウジアラビア代表
  - 2006 FIFAワールドカップ

### 試合数
- 国際Aマッチ 45試合 8得点（2004年-2010年）[1]

| サウジアラビア代表 | 国際Aマッチ | 国際Aマッチ |
| 年                 | 出場        | 得点        |
| ------------------ | ----------- | ----------- |
| 2004               | 4           | 1           |
| 2005               | 4           | 2           |
| 2006               | 8           | 0           |
| 2007               | 17          | 3           |
| 2008               | 11          | 2           |
| 2009               | 0           | 0           |
| 2010               | 1           | 0           |
| 通算               | 45          | 8           |